# Теорема Ока об аппроксимации
Теорема Ока об аппроксимации — теорема о необходимых и достаточных условиях аппроксимации голоморфной функции нескольких комплексных переменных. Сформулирована и доказана К. Ока в 1939 году.

## Формулировка
Пусть {\displaystyle D} — область пространства {\displaystyle C^{n}}, {\displaystyle \Phi } — некоторое семейство функций, голоморфных в этой области. Любая функция {\displaystyle F(z)}, голоморфная в области {\displaystyle D}, в том и только в том случае может быть представлена как сумма ряда, равномерно сходящегося в этой области и состоящего из функций, принадлежащих к семейству {\displaystyle \Phi }, если оболочка голоморфности {\displaystyle H(D)} этой области {\displaystyle D} выпукла относительно семейства {\displaystyle \Phi }.

## Пояснения
Пространство {\displaystyle C^{n}} — пространство {\displaystyle n} комплексных переменных. Оболочкой голоморфности {\displaystyle H(D)} области {\displaystyle D} называется область, являющаяся пересечением областей голоморфности всех функций, голоморфных в области {\displaystyle D}.